# 562 (číslo)
Pět set šedesát dva je přirozené číslo. Následuje po čísle pět set šedesát jedna a předchází číslu pět set šedesát tři. Římskými číslicemi se zapisuje DLXII a řeckými číslicemi φξβ.

## Matematika
562 je:
- Deficientní číslo
- Poloprvočíslo
- Nešťastné číslo

## Astronomie
- (562) Salome je planetka hlavního pásu, kterou objevil v roce 1905 Max Wolf

## Roky
- 562
- 562 př. n. l.